# Franz Welser-Möst

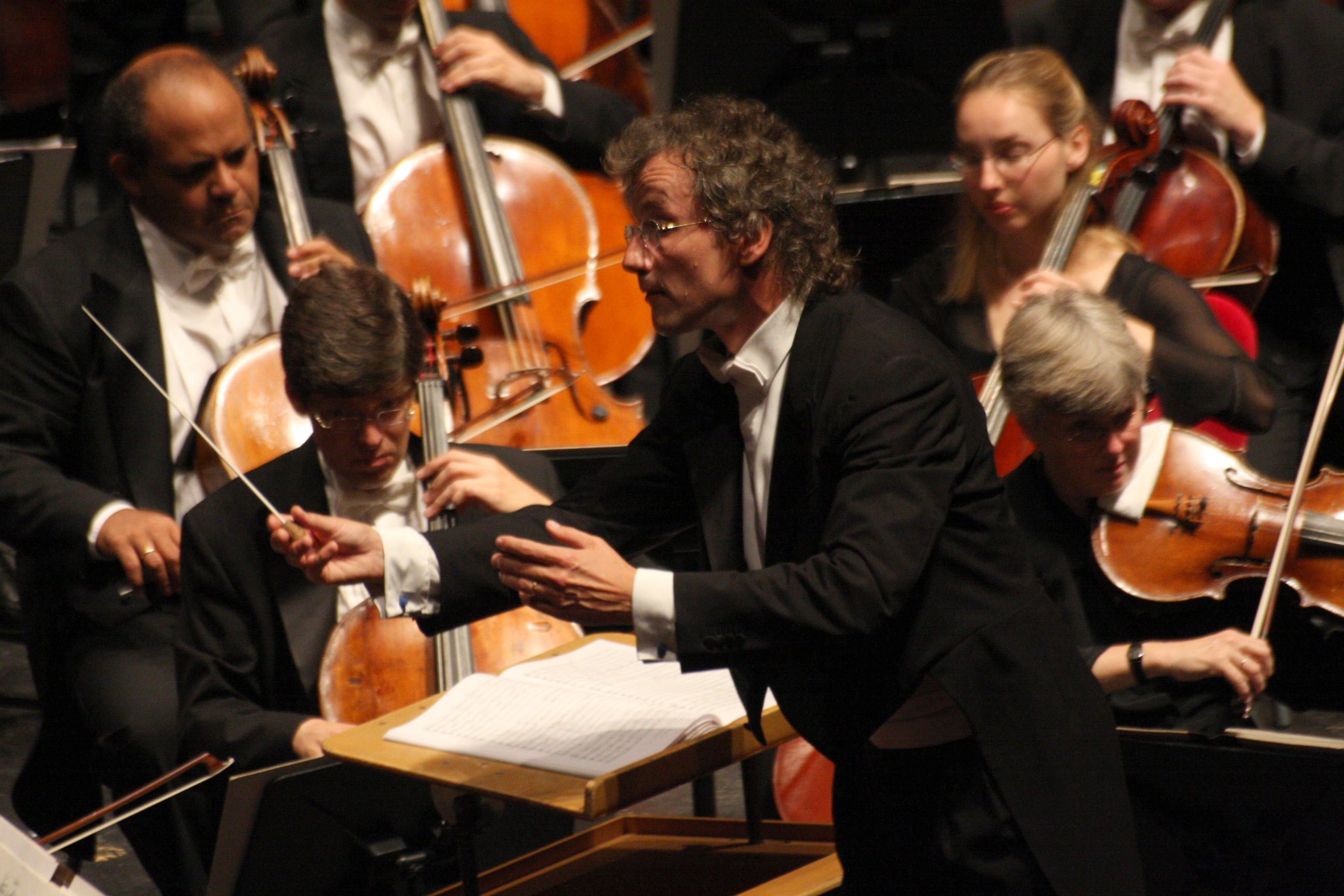
Franz Welser-Möst dirigiendo a la Orquesta de Cleveland.

Franz Welser-Möst (Linz, 16 de agosto de 1960) es un director de orquesta austriaco; actualmente es el director musical de la Orquesta de Cleveland. Además, ha sido el director del Concierto de Año Nuevo en varias ocasiones

## Biografía
Franz Leopold Maria Möst nació en Linz, Austria, y estudió bajo la dirección del compositor Baldiuim Sulzer. Durante su juventud en Linz, estudió violín y desarrolló bastante interés en dirigir. Después de resultar herido en un accidente de coche que le produjo problemas nerviosos, dejó sus estudios de violín y se dedicó por completo a los estudios de dirección.
En 1985, Möst asumió el nombre de Welser-Möst en honor a su mentor, el barón Andreas von Bennigsen de Liechtenstein, rindiendo homenaje a la ciudad de Wels, donde creció. En 1986, fue adoptado por von Bennigsen; y en 1992, Welser-Möst se casó con la exesposa de von Benigssen, Angelika. Su debut se produjo en el Festival de Salzburgo en 1985, y después con la Orquesta Filarmónica de Londres en 1986. Durante los primeros cinco años de su carrera realizó colaboraciones como director invitado en diferentes orquestas: su debut americano con la Orquesta Sinfónica de Saint Louis en 1989, actuaciones con las orquestas de Atlanta, Boston, Nueva York, Chicago, además de frecuentes actuaciones con la Filarmónica de Londres. En 1990 se convirtió en director principal de la Orquesta Filarmónica de Londres (LPO por sus siglas en inglés). Su mandato al frente de la LPO fue controvertido, llegando los críticos de Londres a hacer un juego de palabras en inglés con su nombre, apodándolo “Frankly Worse than Most” (francamente peor que la mayoría). Concluyó su mandato al frente de la LPO en 1996.
De 1995 a 2000, fue director musical de la Ópera de Zúrich. Mientras estuvo allí, dirigió 27 nuevas obras, así como numerosas reposiciones. Sus mayores éxitos incluyen el ciclo de El Anillo del Nibelungo. Se convirtió en director general de la Ópera de Zúrich en septiembre de 2005, puesto que debería haber mantenido hasta 2011, pero que dejó en julio de 2008.
Welser-Möst fue el director de la Orquesta de Cleveland en la temporada 2002-2003, con un contrato inicial de 5 años. Al final de su primera temporada, se le prolongó el contrato 5 años más. En junio de 2008, la orquesta anunció otra ampliación del contrato hasta la temporada 2017-2018.
El 6 de junio de 2007, el gobierno austriaco anunció el nombramiento de Welser-Möst como director musical (Generalmusikdirektor) de la Ópera Estatal de Viena a partir de septiembre de 2010, junto con Dominique Meyer como director (Staatsoperndirektor). Möst debutó en la Staatsoper en 1987, tomando el relevo de Claudio Abbado en L'italiana in Algeri de Rossini. Sin embargo le llevó más de 10 años volver a la Ópera Estatal para dirigir Tristán e Isolda de Richard Wagner. En 2011, 2013 y 2023 tuvo la gran oportunidad de dirigir a la orquesta Filarmónica de Viena en el Concierto de Año Nuevo (Neujahrskonzert), lo que supone un gran logro en su dilatada carrera.

## Grabaciones
Desde el comienzo de su carrera Welser-Möst se dio cuenta de la importancia de la grabación de las obras. Mientras dirigía a la LPO, firmó un contrato exclusivo de grabación con EMI. Esto le reportó muchos éxitos y premios. Su grabación de la Sinfonía N.º 4 de Franz Schmidt de 1996 le hizo ganar el Premio Gramophone a la mejor Dirección Orquestal. Los CD de la Misa Nº 3 y del Te Deum de Anton Bruckner y los trabajos de Erich Korngold recibieron ambas nominaciones a los Grammy en la categoría de Mejor Álbum Clásico. EMI hizo algo parecido con Welser-Möst, pero para grabar actuaciones de la Ópera de Zúrich editando numerosos DVD de sus producciones en la Ópera. En octubre de 2007, Deutsche Grammophon lanzó la primera grabación comercial de Welser-Möst con la Orquesta de Cleveland: la Novena Sinfonía de Beethoven.